# Cerro Concepción

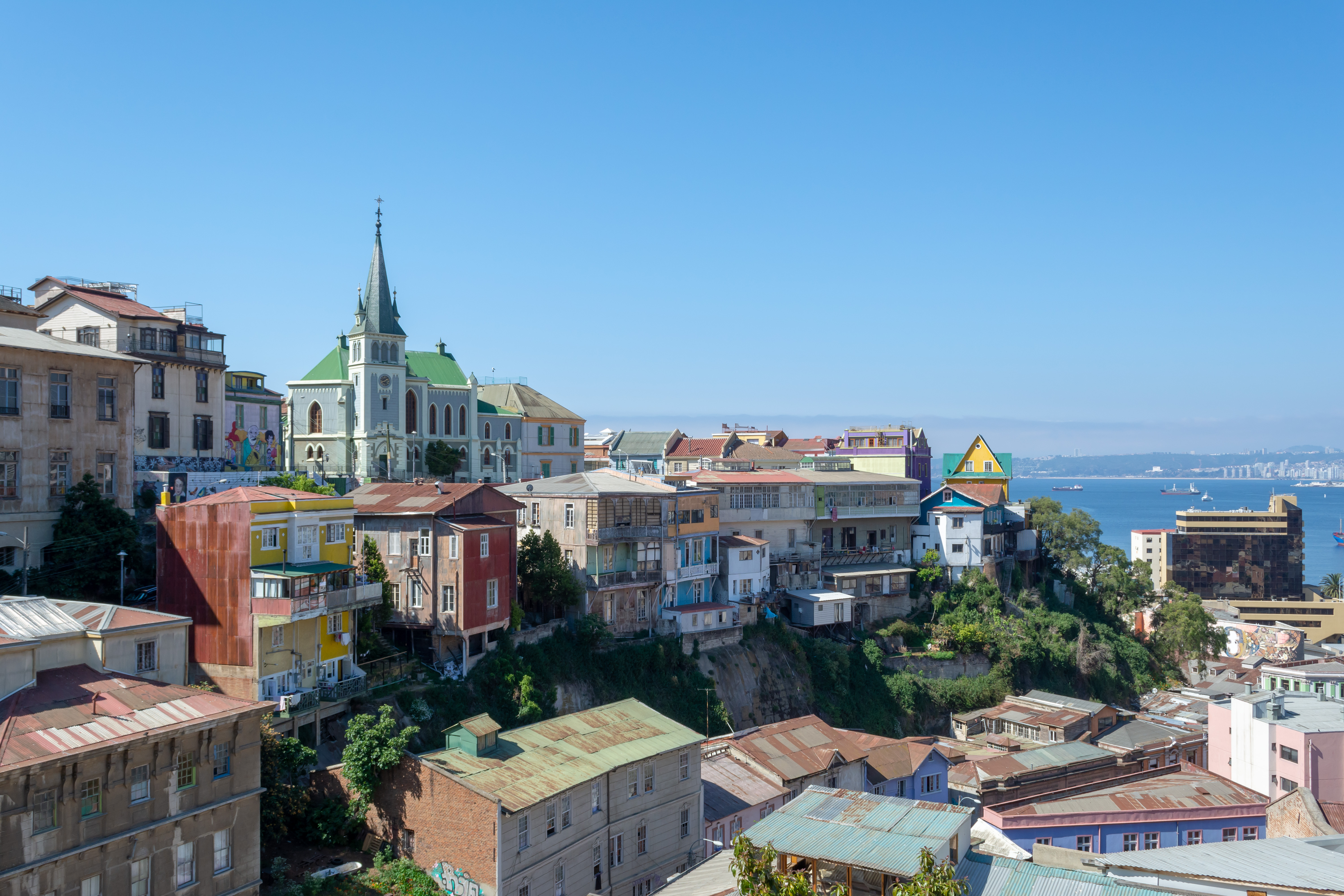
Panoramablick auf den Hügel

Der Cerro Concepción ist einer der Hügel der chilenischen Hafenstadt Valparaíso, der Hauptstadt der gleichnamigen Region. Aufgrund seiner Vielfalt an Gebäuden und Strukturen von kulturellem Interesse ist er neben dem Cerro Alegre eine Touristenattraktion und einer der meistbesuchten Hügel der Stadt.  Aus diesem Grund ist er auch Teil des von der UNESCO zum Weltkulturerbe erklärten Stadtgebiets. Darüber hinaus ließ sich Mitte des 19. Jahrhunderts die Gemeinschaft der deutschen Minderheit zusammen mit anderen Europäern auf diesem Hügel nieder und 1857 gründete die deutschsprachige Schule sowie im 1897 die erste evangelisch-lutherische Kirche der Region.

## Geschichte
Der Name des Hügels geht auf eine vom spanischen Kolonialreich erbaute Festung namens La Concepción (Die Unbefleckte Empfängnis) zurück. Sie wurde gebaut, um den Hafen und die Stadt vor Piraten, hauptsächlich britischer und niederländischer Herkunft, zu schützen, die die südliche Pazifikküste Südamerikas angriffen.
Bis zum Beginn des 19. Jahrhunderts war der Hügel dünn besiedelt und ein Großteil des Landes gehörte dem britischen Ingenieur Joshua Waddington (1794–1876), der damit begann, kleine Landstriche parzellenweise an britische und deutsche Einwanderer zu verkaufen, die kürzlich in der Hafenstadt ankamen. Jahrhundertelang gab es unter Seeleuten eine lokale Legende, dass in einer Höhle an den Hängen des Hügels ein Wesen namens Chivato lebte, ein Mischwesen, ein Teil Ziegen und ein anderer Mensch, das als satanische Personifikation verstanden wurde.
Zu den herausragenden Wahrzeichen dieses Hügels gehört der Bau des ersten Aufzugs in Valparaíso, der seit 1883 noch in Betrieb ist, sowie der Bau der Evangelisch-Lutherischen zum Heiligen Kreuz, der ersten protestantischen Kirche mit Glockenturm in ganz Südamerika im 1897, als die römisch-katholische Kirche Staatskirche war, schränkte sie die anderen Konfessionen ein.  1886 wurde der Paseo Mirador Atkinson eingeweiht, eine kleine Fußgängerpromenade und Aussichtspunkt mit bunten Häusern und Blick auf den Ozean.
Die Straßen des Hügels zeichnen sich durch farbenfrohe pittoreske Häuser und Straßen mit bemalten Treppen sowie einer Vielzahl von Mosaiken und Wandgemälden in verschiedenen Bildstilen aus.

## Galerie

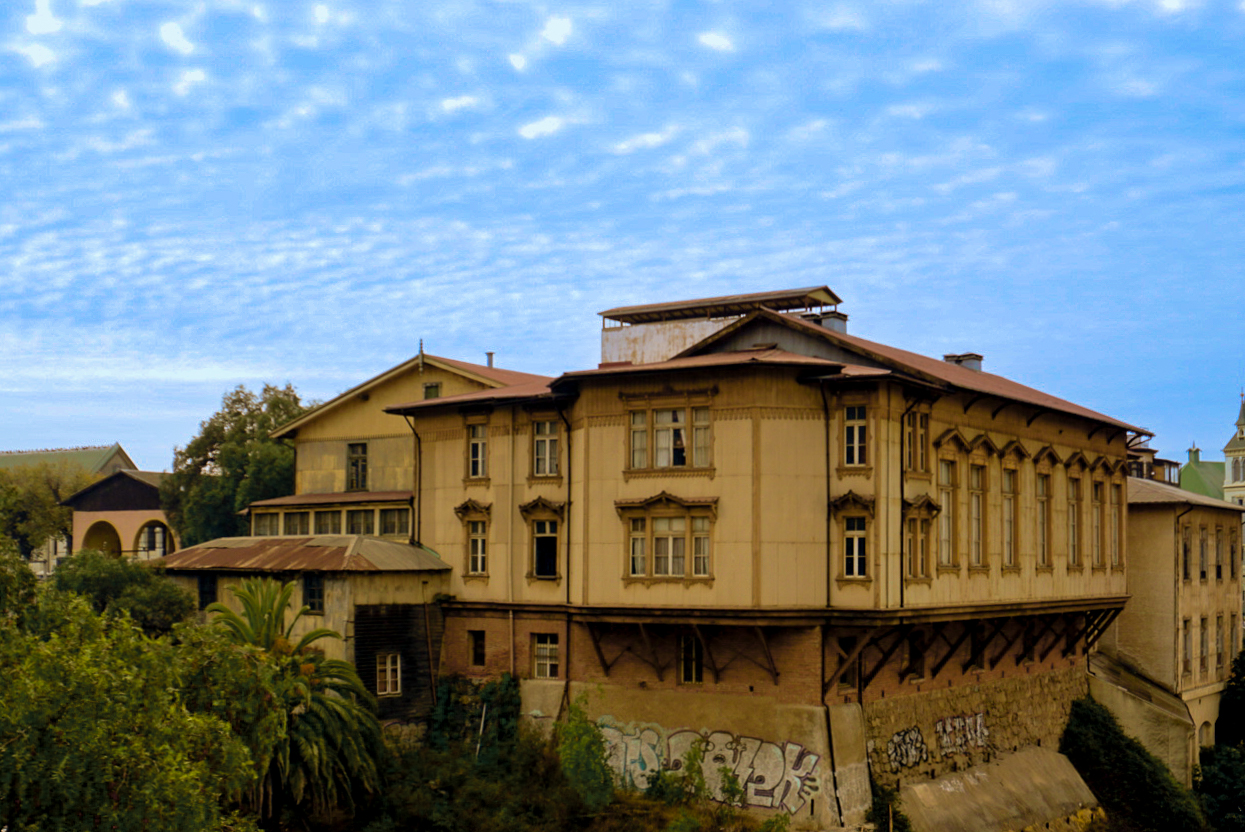
Erstes Gebäude der Deutschen Schule in Valparaíso
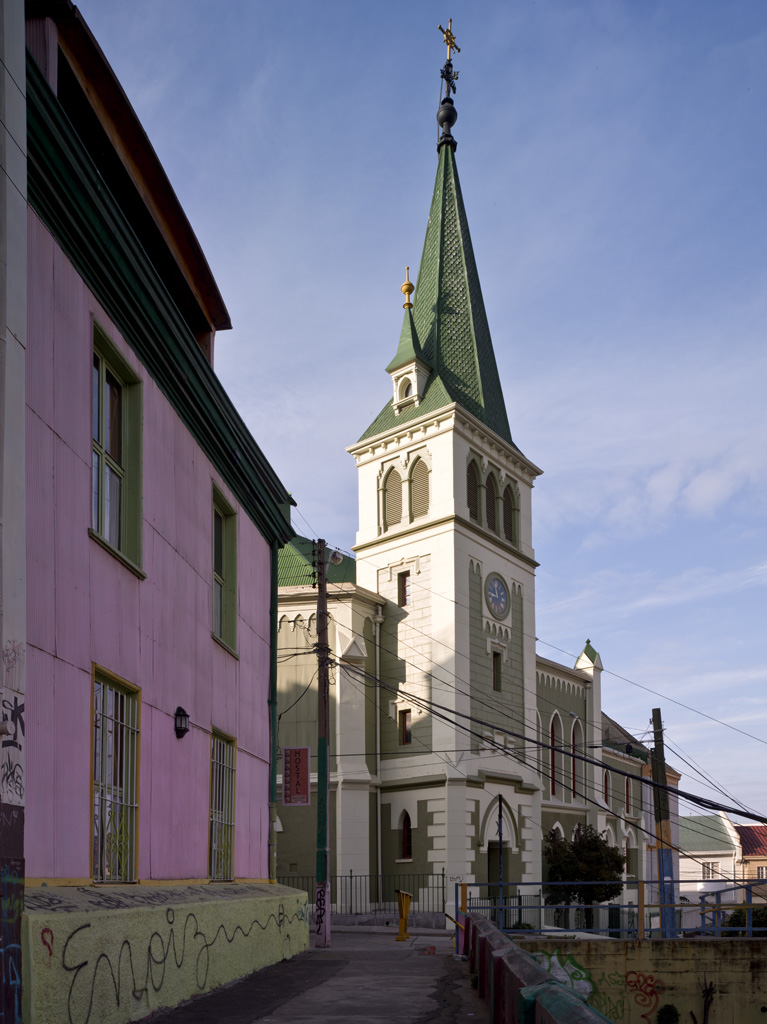
Evangelisch-Lutherische Kirche zum Heiligen Kreuz
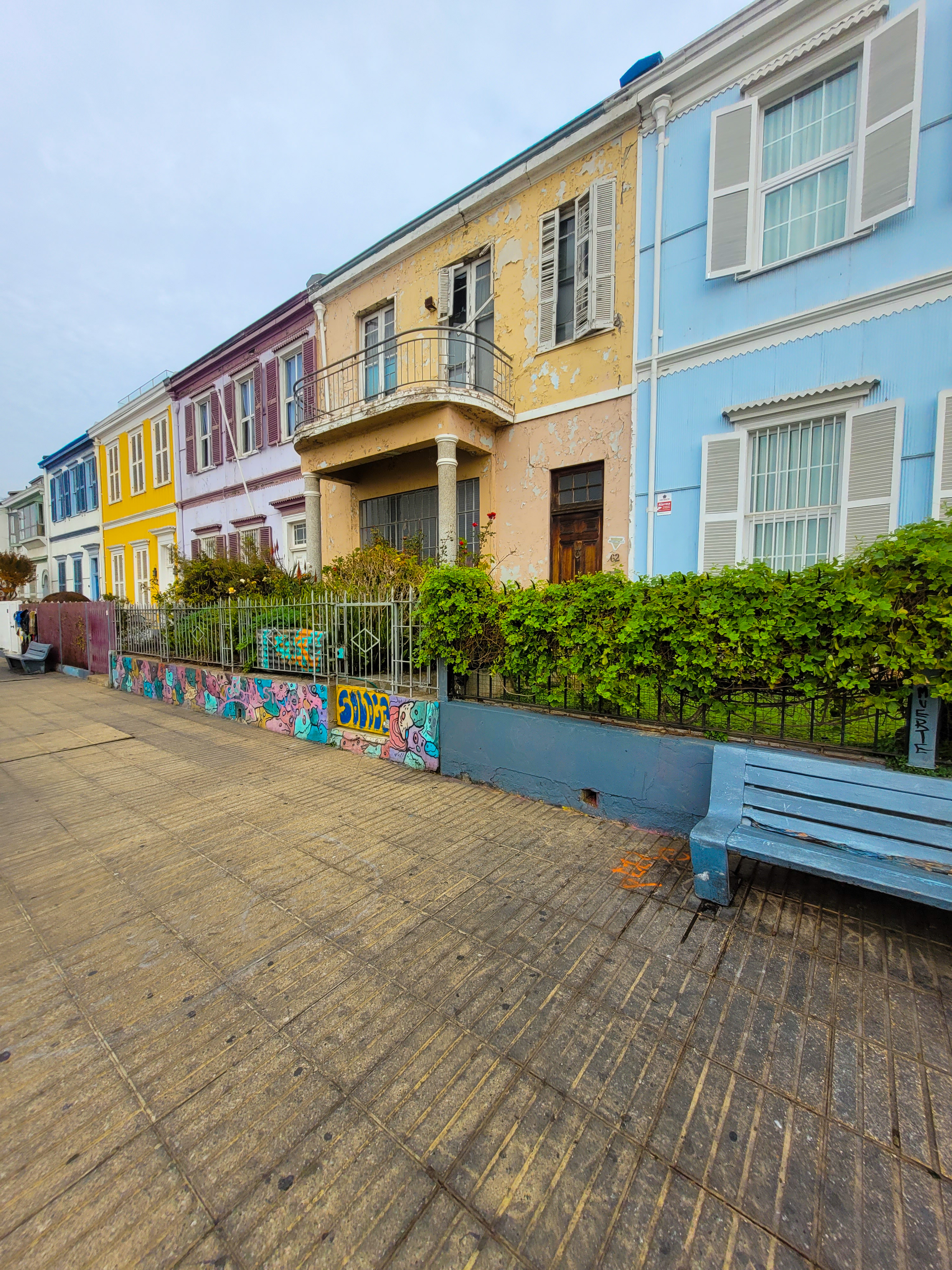
Paseo Mirador Atkinson
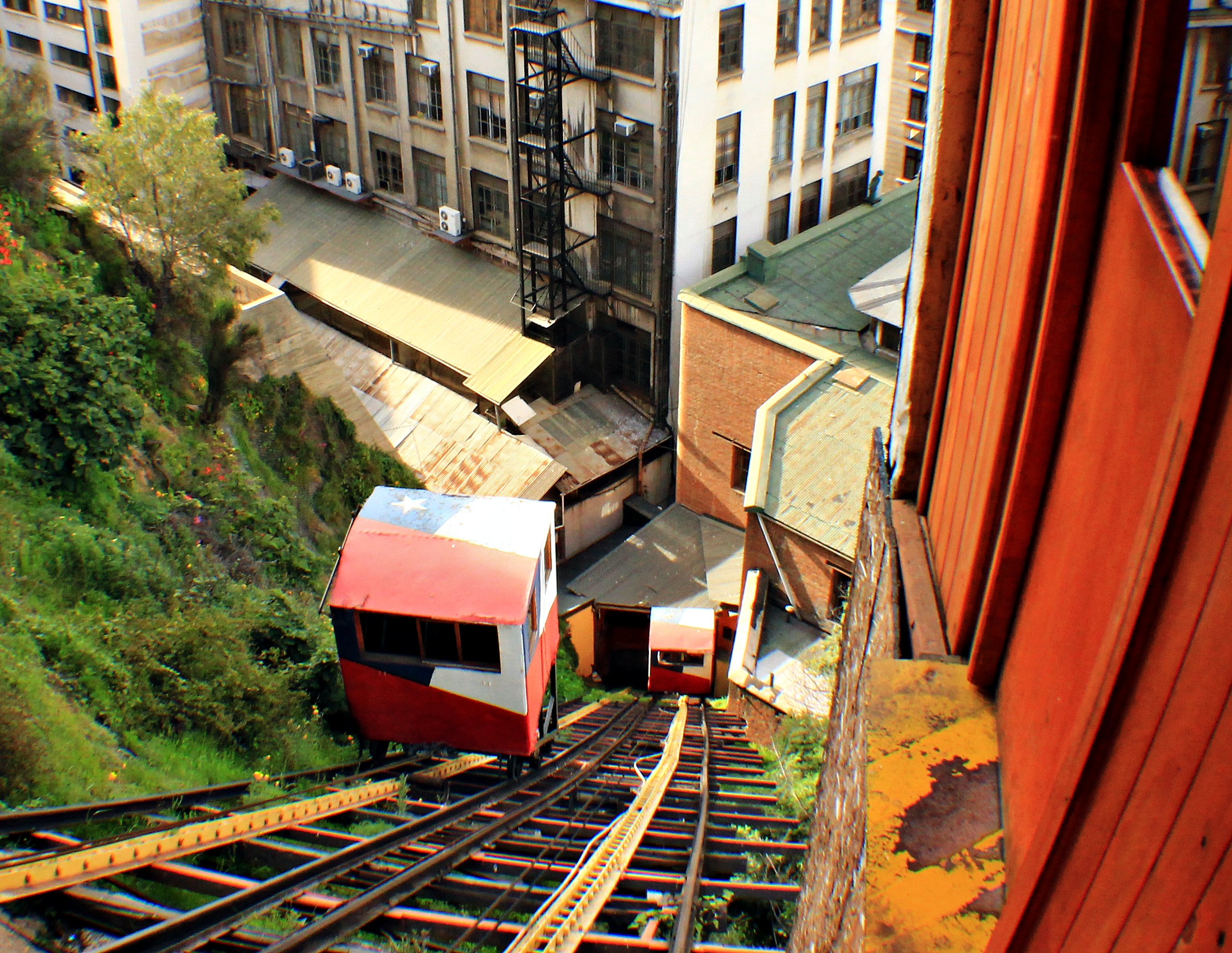
Concepcion-Aufzug
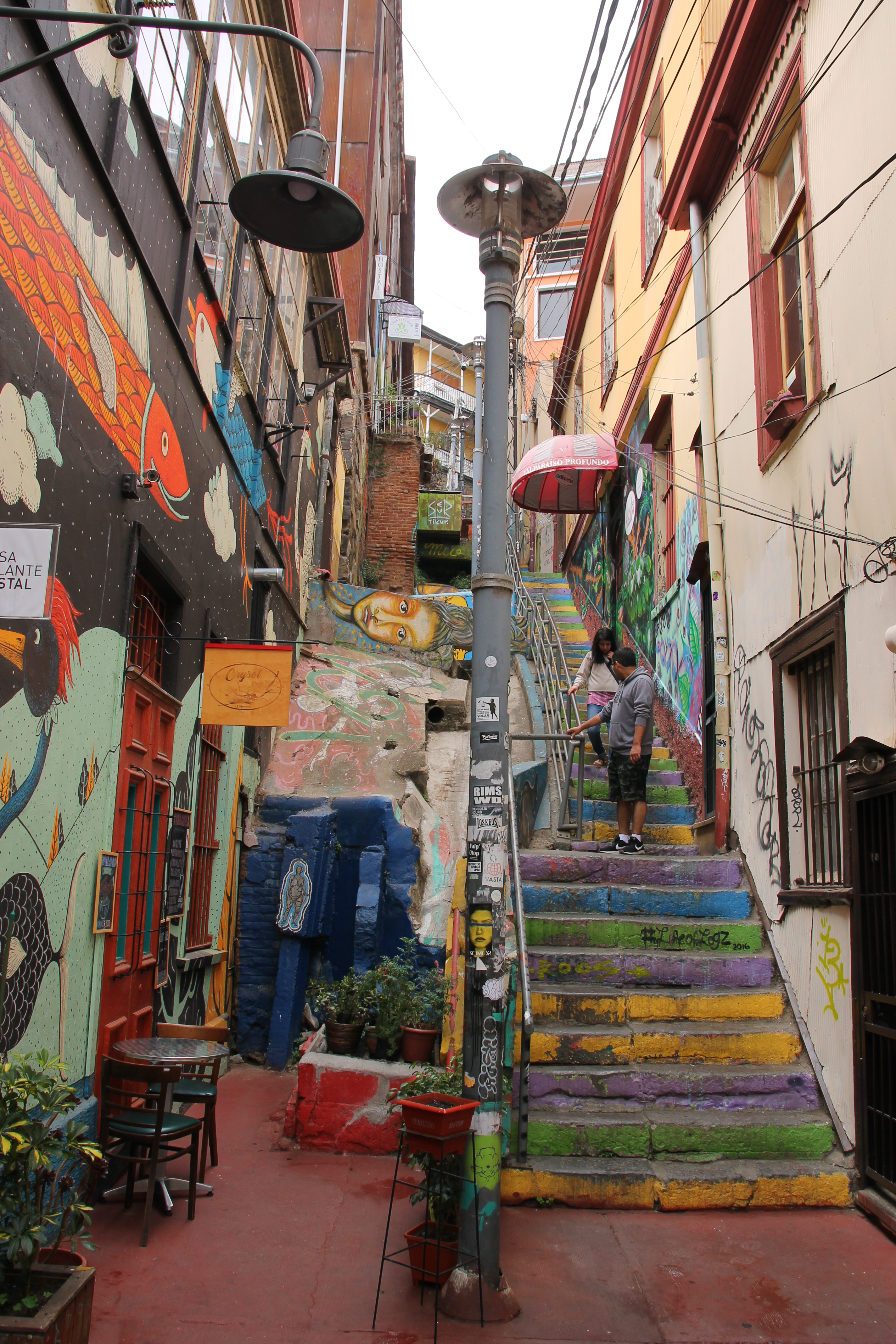
Bunte Treppen
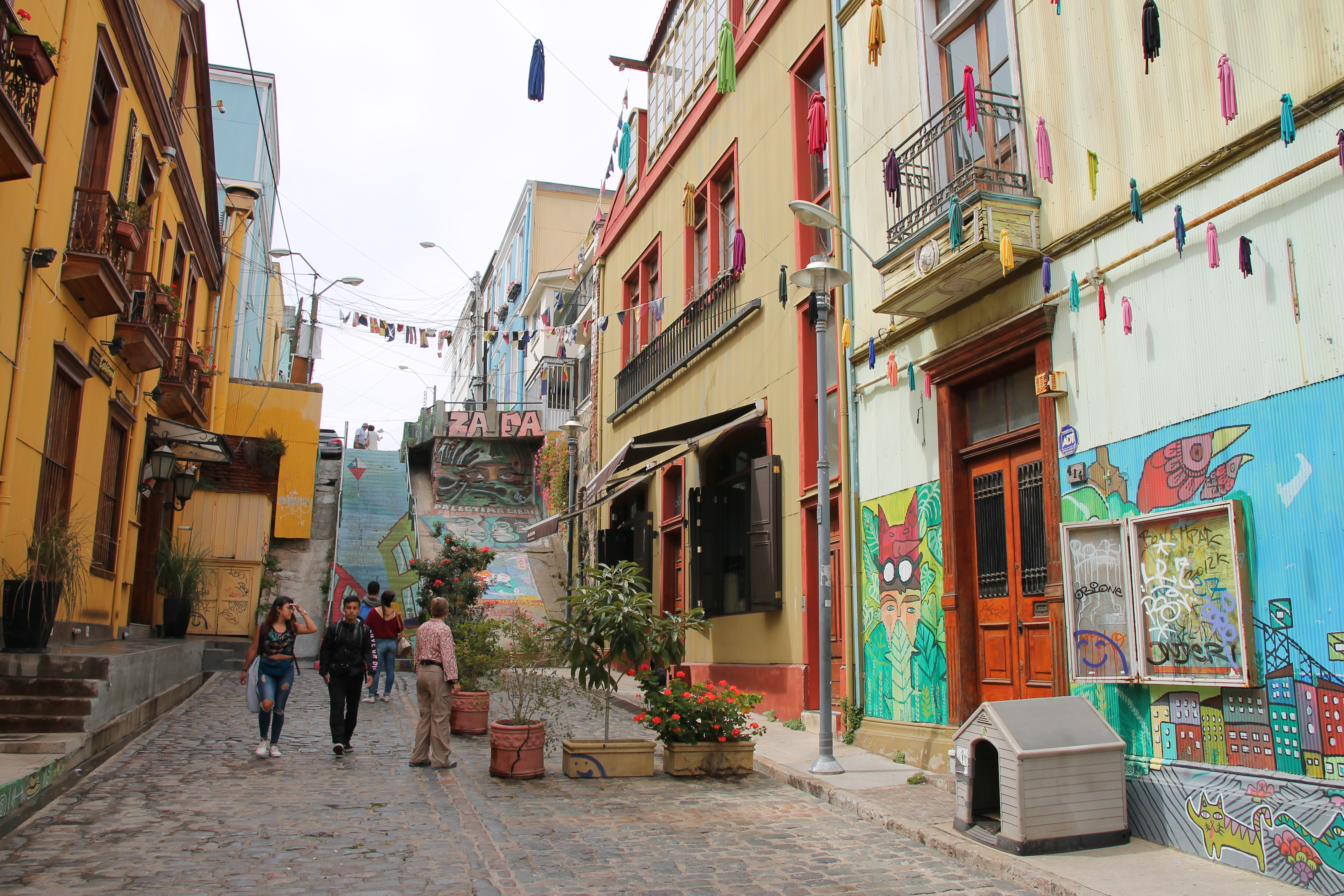
Straße auf dem Hügel
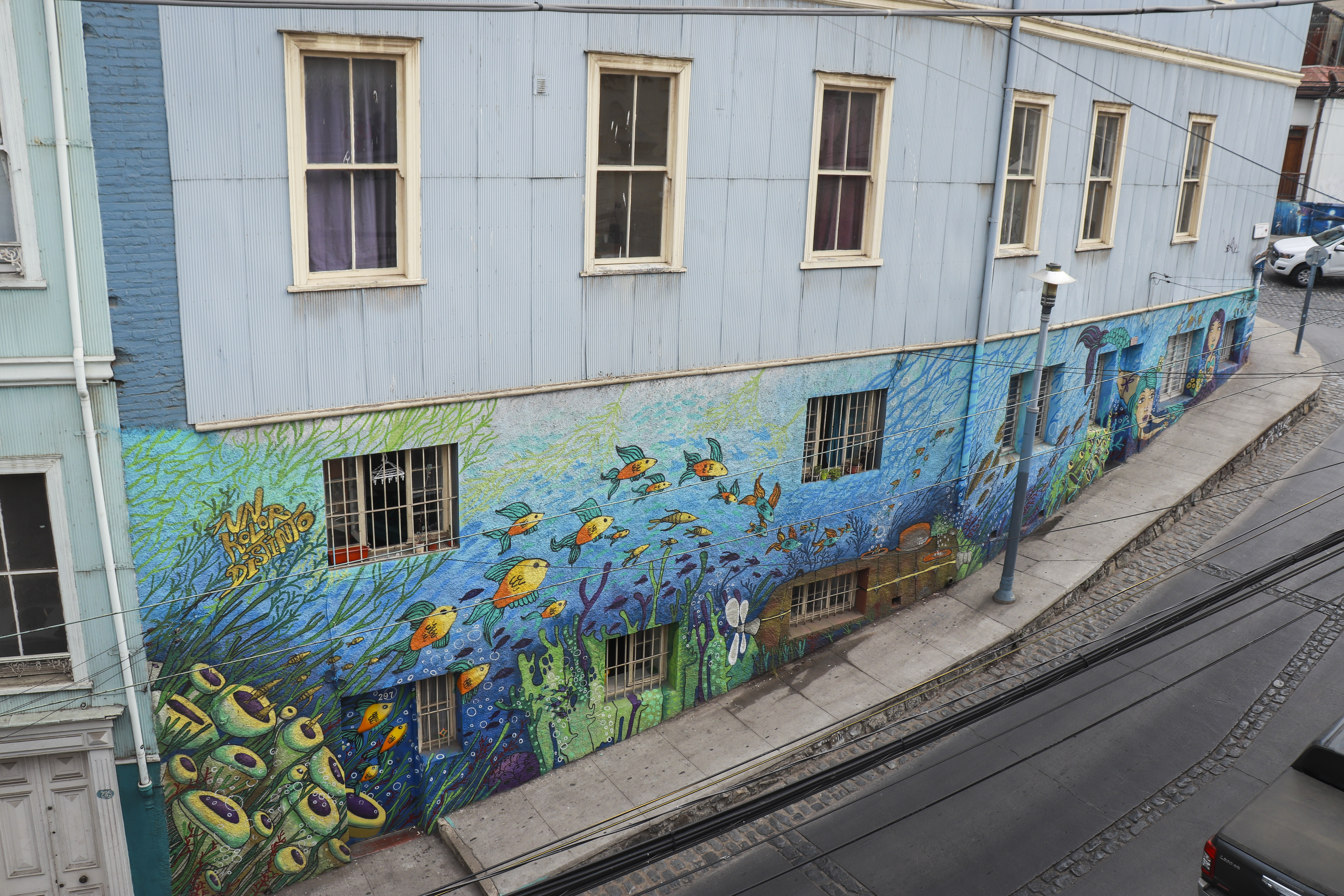
Wandgemälde in einem Haus auf dem Hügel.